# Rugopharynx omega
Rugopharynx omega är en rundmaskart som först beskrevs av Monnig 1927.  Rugopharynx omega ingår i släktet Rugopharynx och familjen Pharyngostrongylidae. Inga underarter finns listade i Catalogue of Life.